# Karlamagnús saga
La Karlamagnús saga, Karlamagnussaga o Karlamagnus-saga (Saga de Carlomagno) es una recopilación y adaptación en prosa de la segunda mitad del siglo XIII, hecha para Haakon IV de Noruega, de las antiguas chanson de geste francesas de la materia de Francia que tratan de Carlomagno y sus paladines. Es una de las sagas caballerescas escrita en nórdico antiguo. En algunos casos, la Karlamagnús saga sigue siendo la única fuente por la pérdida de los relatos épicos franceses originales.
La vasta obra se divide en siete «ramas»:
1. Karlamagnus saga ok kappa hans — Vida de Carlomagno.
2. Sögu af frá Olif og Landres, Olive y Landri — El autor del texto afirma basarse en una versión en inglés que se remonta al poema épico francés Doon de La Roche.[3] También existe una versión en español medieval bajo el título de Historia de Enrique, fi de Oliva[4] que se publicó en 1498, pero que parece remontarse al siglo XIII.
3. Sögu af Oddgeiri Danska — Saga de Ogier el Danés.
4. Sögu af Agulando Konungi — Saga de rey Agolat - una versión del cuento de Agolante, de la Historia Caroli Magni
5. Sögu af Guitalin Saxa — Saga de Guiteclin el Sajón.
6. Sögu af Otvel — Saga de Otuel, una versión del poema francés Otinel.
7. Sögu af Jorsalafed — saga de Jerusalén, que comprende el viaje de Carlomagno a Jerusalén y Constantinopla, que comprende las subsecciones:

- La batalla de Roncesvalles.
- Guillaume au Court Nez, canción de gesta sobre Guillermo de Orange, un personaje basado en la figura de Guillermo I de Tolosa, y
- Milagros y signos diversos, la muerte de Carlomagno.